# عبد الله نهار (لاعب كرة قدم سعودي)
عبد الله نهار الشمري لاعب كرة قدم سعودي يلعب كلاعب وسط.

## مسيرة اللاعب
لعب في نادي الطائي ونادي اللواء.